# Helmut Manseck
Helmut Manseck (Habelschwerdt, nu Bystrzyca Kłodzka, Silezië, Polen, 22 december 1914 - (?), 19 december 1997), was een Kapitänleutnant in de Kriegsmarine tijdens de Tweede Wereldoorlog. Hij diende vervolgens op de U 143, U 758, U 3002, U 3007 en de U 3008. Met de drie laatste U-boten van het Type XXI U-boot, het allernieuwste type U-boot, voerde hij geen oorlogspatrouilles mee uit, maar wel proefvaarten. Vooral op de U 3008 beëindigde hij de proefvaarten tot aan de Duitse capitulatie.

## Geschiedenis
Helmut Manseck werd geboren in Habelschwerdt, nu Bystrzyca Kłodzka, een stad in het Poolse woiwodschap Neder-Silezië, gelegen in de powiat Kłodzki. Na de gebruikelijke U-boot-opleiding kreeg Kptl. Helmut Manseck het bevel over zijn eerste U-boot, de U 143. Hiermee heeft hij geen oorlogspatrouilles uitgevoerd. Op 5 mei 1942 voerde hij het bevel over de U 758 waarmee hij 5 oorlogspatrouilles van 207 dagen op zee uitvoerde. Hij werd mede ingezet tegen konvooi HX-229 op 17 en 18 maart 1943. De James Oglethorpe en de William Eustis, die beide al beschadigd waren en brandden, werden uiteindelijk tot zinken gebracht door de U 91 en de U 758 van Kapitänleutnant Helmut Manseck. Hij torpedeerde ook het Nederlandse vrachtschip de Zaanland. 
Na deze konvooislag boekte hij geen successen meer. Manseck kwam op 6 augustus 1944 op de nieuwe Type XXI U-boten waarmee hij met de U 3002, vervolgens op de U 3007 en uiteindelijk tot het einde van de oorlog, op de U 3008, proefvaarten en schijnaanvallen uitvoerde. Tevens gaf hij ook opleiding en les aan nieuwe officieren en matrozen om met die nieuwe boten te werken. Eigenlijk was Kapitänleutnant Helmut Manseck op de U 3008 op proefvaartpatrouille, net als Adalbert Schnee, maar slechts voor 2-3 dagen vóór het einde van de oorlog in Europa. De U 3008 keerde terug naar Kiel, Duitsland, tot eind mei voor de volledige overgave. 
Helmut Manseck stierf op 19 december 1997. Hij werd net geen 83 jaar.

## Successen
- 2 schepen tot zinken gebracht voor een totaal van 13.989 BRT

## Militaire loopbaan
- Offiziersanwärter: 8 april 1934[2][3]
- Seekadett: 26 september 1934[3]
- Fähnrich zur See: 1 juli 1935[2][3]
- Oberfähnrich zur See: 1 januari 1937[2][3]
- Leutnant zur See: 1 april 1937[2][3]
- Oberleutnant zur See: 1 april 1939[2][3]
- Kapitänleutnant: 1 april 1942[2][3]

## Decoraties
- IJzeren Kruis 1939, 1e Klasse (1943)[2][3] en 2e Klasse (1941)[2][3][4]
- Duitse Kruis in goud op 14 februari 1944[2][3][5][4]
- Onderzeebootoorlogsinsigne 1939 in juli 1941[2][3][4]

## U-bootcommando
- U 143 - 19 november 1941  -  7 april 1942:  Geen oorlogspatrouilles
- U 758 - 5 mei 1942  -  3 april 1944:   5 patrouilles (207 dagen)
- U 3002 - 6 augustus 1944  -  24 september 1944:  Geen oorlogspatrouilles
- U 3007 - 22 oktober 1944  -  24 februari 1945:  Geen oorlogspatrouilles
- U 3008 - maart 1945  -  8 mei 1945:  Geen oorlogspatrouilles

## Schepen getroffen door Helmut Manseck
- 17 maart 1943:  U-758 - James Oglethorpe - 7.176 ton - konvooi HX-229
- 17 maart 1943:  U-758 - Zaanland - 6.813 ton - konvooi HX-229
- Samen voor 13.989 ton